# 五島町停留場
五島町停留場（ごとうまちていりゅうじょう、五島町電停）は、長崎県長崎市元船町にある長崎電気軌道本線の停留場である。駅番号は28。
1号・2号各系統が停車する。

## 歴史
当停留場は1915年（大正4年）、浦五島町停留場（うらごとうまちていりゅうじょう）として開業した。第1期線（築町 - 病院下間）の開通と同日のことである。五島町に改称したのは1936年（昭和11年）。太平洋戦争下の1944年（昭和19年）には急行運転の開始によりいったん廃止されるが、翌年営業を再開した。

### 年表
- 1915年（大正4年）11月16日：浦五島町停留場として開業[1]。
- 1936年（昭和11年）9月：五島町停留場に改称[1]。
- 1944年（昭和19年）1月：戦時下の急行運転により廃止[1]。
- 1945年（昭和20年）11月25日：復活[1]。
- 2003年（平成15年）6月14日：停留場を改築[5]。

## 構造
五島町停留場は併用軌道区間にあり、道路上にホームが置かれる。ホームは2面あり、南北方向に伸びる2本の線路を挟んで向かい合わせに配置される（相対式ホーム）。線路の東側にあるのが新地中華街方面行きのホーム、西側にあるのが長崎駅前方面行きのホーム。両ホームへは北側にある横断歩道を介して出入りする。

## 利用状況
長崎電軌の調査によると1日の乗降客数は以下の通り。長崎市中心部にある停留場だが、利用者は比較的少ない。
- 1998年 - 1,079人[2]
- 2015年 - 1,100人[9]

## 周辺
オフィスビルが建ち並ぶ長崎市の中心部。停留場が置かれている国道202号（大波止通り）は市内の幹線道路である。
隣の長崎駅前停留場との間には路線の開業より軌道専用橋が架けられていた。橋は1949年（昭和24年）に道路を拡幅、軌道を移設した際に、道路との併用橋（大和橋橋梁）となっている。
- 国道499号
- コナミスポーツクラブ長崎
- テレビ長崎
- 東横イン長崎駅前
- 長崎公務員専門学校
- 長崎県庁舎 - 2018年（平成30年）に江戸町より移転

## 隣の停留場
長崎電気軌道
本線
長崎駅前停留場 (27) - 五島町停留場 (28) - 大波止停留場 (29)